# Front d'Alliberament de Somàlia Occidental

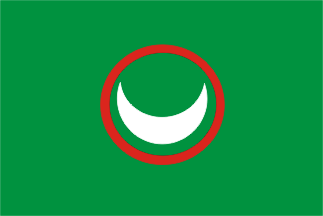
Bandera del Front d'Alliberament de l'Ogaden

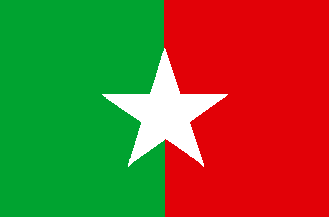
Bandera adoptada el 9 de gener del 1976 pel FASO

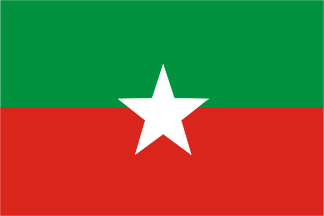
Variant, principalment usada vers 1979-1982

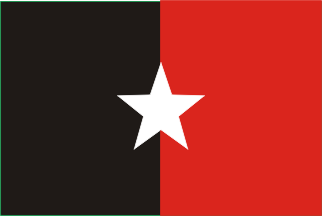
Bandera usada des de vers 1982

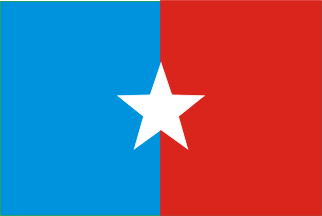
Possible bandera del Front Unit dels Somalis Occidentals

El Front d'Alliberament de Somàlia Occidental, FASO, o Front d'Alliberament dels Somalis Occidentals (somali: Jabhadda Xoreynta Somali Galbeed) fou una organització guerrillera dels somalis de l'Ogaden a Etiòpia.

## Antecedents
Ogaden fou entregat als etíops pels britànics (que l'administraven des del 1941) el 1948. Des del 1954 quan la regió d'Haud (a l'est d'Harar) fou entregada pels britànica a Etiòpia, s'havien produït alguns incidents a la zona que van augmentar després de la independència de Somàlia l'1 de juliol de 1960; fou un afer policíac i no va caler mai intervenció militar fins al 1964 quan es va produir la primera guerra etíop-somali. El 1963 es va formar el Front d'Alliberament de l'Ogaden que va restar actiu fins al gener del 1976.
En una data incerta a l'entorn de 1970 el capità Yusuf Dheere Mohamed «Sugaal» (‘Yuusuf l'alt’), d'una família de notables ogadeni, que havia estudiat a Hargeisa i després havia seguit un curs a Síria, va retornar a Somàlia i va fundar la Ururka Dhalinyara Soomaali Galbeed o Organització de la Joventut Somali Occidental, que va tenir força èxit.
El 1973 es va entrevistar amb el president Siad Barre i li va exposar els seus projectes per una lluita d'alliberament a l'Ogaden; el president no podia deixar de donar suport a la idea, però sabia també dels riscos; va demanar al capità dos anys per intentar una solució diplomàtica (tot i que sabia que no sortiria be) i per preparar l'exèrcit nacional i mentre Yusuf havia de reclutar mil cinc-cents voluntaris; en un mes Yusuf va reclutar més del doble, gent de tot el país alguns dels quals ja havien lluitat a Kenya.

## Ofensiva
Barre va tenir una entrevista amb el negus (‘emperador’) Haile Selassie abans del seu enderrocament, i també va anar a exposar el cas a les Nacions Unides sense cap resultat. Al cap de dos anys exactes de l'entrevista, Yusuf Dheere va rebre el vistiplau. En aquell moment Etiòpia estava governada pel Derg, consell militar que havia enderrocat al negus i en el que diverses corrents es disputaven el control. L'ocasió semblava bona, ja que els militars comunistes tenien les millors posicions i, per tant, havien perdut el suport americà i el de la Unió Soviètica no estava encara a disposició.
El Front va llençar la lluita per la Gran Somàlia. El gener del 1976 el Front d'Alliberament de l'Ogaden i la milícia de Yusuf es van unir en el Front d'Alliberament de Somàlia Occidental. Una altra organització, el Front d'Alliberament Somali Abo, hi va mantenir contactes i li va donar suport tot i que tampoc veia malament la creació d'un estat independent a l'Ogaden. L'àrea d'operacions del primer era l'Ogaden propi mentre el segon operava a les províncies de Bale, Sidamo, i Arsi.
El juliol del 1977 l'Exèrcit Nacional de Somàlia va entrar a Etiòpia i va ocupar Ogaden (Somàlia Occidental, en somali Soomaali Galbeed, també Ogadènia) en poc temps (Vegeu Segona guerra etíop-somali). Finalment el març del 1978 va haver de tornar, derrotat per les forces i l'aviació composta per MiG-21 i MiG-23, etíops, plenes de milicians comunistes, assessors soviètics i soldats cubans.

## Després de la guerra
El Front va continuar atacs de baixa intensitat entre 1978 i 1982. El 1981 fou elegit un nou secretari general, però després de la tercera guerra etíop-somali (1982), com que la direcció del front no era totalment fidel als dictats del règim, l'ajut econòmica al front es va suspendre totalment, encara que va poder seguint operant des de territori somali. El grup apartat del poder el 1982 (conegut com el grup dels sis) van fundar el 15 d'agost de 1984 el Front d'Alliberament Nacional de l'Ogaden (partidari de la independència d'Ogadènia) que va tenir seu a Kuwait.
La tensió fronterera amb Etiòpia va durar fins al 1988, quan el règim de Siad Barre es va veure obligat a prohibir les activitats del Front des de territori somali, mentre Etiòpia feia el mateix amb el Moviment Nacional Somali. Això era la culminació del tractat amb Menguistu Haile Mariam que posava fi al conflicte, tractat que havia provocat el descontentament dels ogadenis, ja que aturava el suport de Somàlia als guerrillers ogadenis. Mentre les forces del Front d'Alliberament de Somàlia Occidental de fet es van dispersar, el Moviment Nacional Somali va sortir d'Etiòpia per anar a l'interior de Somàlia, on va ocupar Burao i part d'Hargeisa (maig) i van haver de ser bombardejats per l'aviació per ser expulsats cap a les zones rurals. A més a més els militars ogadenis s'oposaven al final del suport al front. En aquest any el Front d'Alliberament Nacional del Ogaden va enviar grups a l'interior de l'Ogaden per reprendre la lluita.
L'estiu de 1988 Aden Abdillahi Nur àlies Gabiyow era ministre de defensa i el coronel Ahmed Omar Jess comandant del 26 sector de l'exèrcit i es van oposar a la integració dels grups irregulars ogadenis (la major part membres del Front d'Alliberament de Somàlia Occidental) a l'exèrcit nacional. El coronel Ahmed Omar Jess va desertar i es va unir al MNS i després va formar la seva pròpia organització, el Grup de l'Exèrcit Nacional.
Tres setmanes després el general Gabiyow fou arrestat però el gener de 1989 Barre el va nomenar ministre d'estat a la presidència; el 24 de juliol de 1989 Barre el va fer arrestar altre cop junta amb el general Mohamed Abdulle Baadle (un hawiye ex-ministre de l'interior) acusats de crims contra la nació; Gabiyow va ser destituït també del comitè central del Partit Socialista Revolucionari de Somàlia, de membre de l'Assemblea i de ministre. Això va provocar la revolta d'alguns militars ogadenis de la regió de Jubaland dirigits pel coronel Bashir Bililiqo. La rebel·lió va fracassar. Bililiqo va fugir a Etiòpia on va fundar el Front d'Acció Somali. Allí es va trobar amb Ahmed Omar Jess i van reunir les seves dues organitzacions que van esdevenir el Moviment Patriòtic Somali, dirigit per Jess.
El 1989 Yusuf Dheere va marxar a l'exili. El Front no va tenir pràcticament activitat i les seves restes es van fusionar vers el 2000 amb una escissió del Front d'Alliberament Nacional de l'Ogaden per formar el Front Unit dels Somalis Occidentals, del qual no hi ha notícies d'activitat.